# IC 4359
IC 4359 — компактная спиральная галактика типа Sc в созвездии Центавр. Поверхностная яркость — 12,9 mag/arcmin². Этот объект входит в число перечисленных в оригинальной редакции «Нового общего каталога».